# 高地 (清朝)
高地 (清)為中國清朝武官官員，本籍福建。行伍出身的高地於1739年（乾隆4年）奉旨接替李維揚，於台灣地區擔任澎湖水師協副將。而隸屬台灣鎮之下的此官職職等為正二品，是台灣清治時期的這階段，扼守台灣海峽的重要武將，並統帥兩標水營，數千名水師兵勇。
| 前任： 李維揚 | 澎湖水師協副將 1739年上任 | 繼任： 任文龍 |